# La Estación, Chiapas
La Estación är en ort i Mexiko.   Den ligger i kommunen Las Margaritas och delstaten Chiapas, i den sydöstra delen av landet, 900 km öster om huvudstaden Mexico City. La Estación ligger 729 meter över havet och antalet invånare är 239.
Terrängen runt La Estación är kuperad, och sluttar österut. Runt La Estación är det ganska glesbefolkat, med 34 invånare per kvadratkilometer. Närmaste större samhälle är San Isidro el Zapotal, 11,4 km sydväst om La Estación. I omgivningarna runt La Estación växer i huvudsak städsegrön lövskog.